# Metroid: Other M
Metroid: Other M è un videogioco per Nintendo Wii, sviluppato da Tecmo/Team Ninja e Nintendo. Presentato all'Electronic Entertainment Expo il 2 giugno 2009, il gioco è stato pubblicato sulla console nel settembre del 2010. È stato l'ultimo gioco della serie fino al 2016, anno in cui è stato pubblicato Metroid Prime: Federation Force per Nintendo 3DS.

## Trama
La storia comincia durante l'epilogo di Super Metroid, dove Samus viene salvata dal piccolo Metroid da Cervello Madre che lo disintegra. Tenendo in mano l'ultimo pezzo rimasto del Piccolo, Samus batte Cervello Madre e ritorna alla Federazione Galattica. Alcune settimane dopo, durante un viaggio nello spazio, Samus riceve un SOS proveniente dalla Stazione Arca, abbandonata e sconosciuta. Qui Samus incontra Adam Malkovich, suo ex superiore, e la sua squadra, compreso il suo vecchio amico Anthony Higgs, e decide di collaborare con loro. In precedenza, Samus era stata parte dell'esercito sotto il comando di Adam, che fu il suo mentore, ma quando il suo amico Ian, fratello minore di Adam, fu mandato per fare riparazioni a un'astronave con 300 passeggeri a bordo, si verificò un malfunzionamento e Ian morì nell'esplosione quando Adam ordinò di espellere il luogo in cui si trovava dal resto della nave, nonostante le obiezioni di Samus, per salvare i passeggeri, e questo evento la spinse a diventare una cacciatrice di taglie indipendente. Durante le indagini nella stazione prendeva piede un progetto illegale per la costruzione di bioarmi, voluto da una fazione corrotta della Federazione Galattica e guidato dalla dottoressa Madeline Bergman. Dopo questa scoperta, Samus e la squadra di Adam vengono attaccati da una creatura simile a una lucertola, che segue nella Pirosfera prima di essere mandata nella Criosfera per cercare sopravvissuti. Qui Samus scopre dell'esistenza di nuovi Metroid clonati e incontra un androide umanoide, MB, e subisce un'imboscata da parte di un soldato della Federazione Galattica, capendo che la fazione corrotta, per mettere a tacere la cosa, ha insinuato un assassino (il Sicario) nel team di Adam, con il compito di uccidere il resto della squadra e sbarazzarsi dei testimoni superstiti per insabbiare le prove dei loro esperimenti sulle bioarmi.
Dopo aver raggiunto Anthony nella Pirosfera, Samus scopre con orrore che la creatura di prima era in realtà uno stadio adolescente del ciclo di vita del suo nemico, Ridley, che credeva morto a seguito dell'esplosione del pianeta Zebes, ma che era stato clonato ed era tornato. Questa scoperta la lascia sotto shock, e prima che si possa riprendere, perde i contatti con Adam quando il Sicario gli fa cadere l'auricolare con uno sparo e Anthony combatte contro Ridley, venendo scagliato nella lava e apparentemente morendo. La cacciatrice di taglie ha la meglio su Ridley, ma scopre suo malgrado di non aver superato i fantasmi del suo passato. Incontra nuovamente MB, che si presenta come Madeline Bergman, le rivela l'esistenza del Settore Zero, dove vengono creati i Metroid, e che Adam era coinvolto nel progetto di clonazione e militarizzazione di essi, e questo la induce ad andare al Settore Zero per cercare di distruggerli.
Giunta al Settore Zero, Samus viene fermata da Adam, in quanto i Metroid del Settore Zero sono perfetti, ossia privi della loro debolezza al freddo, e tentare di distruggerli da sola significherebbe buttare la sua vita. Adan rivela anche che il suo vero compito nel progetto era scrivere un rapporto, che indicava i rischi, in quanto si era sempre opposto allo sfruttamento delle forme di vita e all'uso di armi biologiche, ma la fazione corrotta della Federazione Galattica andò avanti col progetto lo stesso. Adam, rivelando che il Settore Zero si separa dal resto della Stazione Arca e si autodistrugge dall'interno assieme ai Metroid al suo interno se sufficientemente danneggiato, decide di sacrificarsi per distruggere i Metroid e affida a Samus il compito di sconfiggere definitivamente Ridley e trovare la dottoressa Madeline Bergman. Attivando l'autodistruzione del Settore Zero, Adam sacrifica la sua vita, ma nonostante il dolore per la perdita del suo mentore, va avanti per completare la missione, portando con sé la fiducia di Adam in lei.
Dopo aver trovato il cadavere del Sicario, James Pierce, e il cadavere rinsecchito del clone di Ridley, Samus sconfigge una Metroid Sovrana e incontra una donna, che si rivela essere Madeline Bergman, colei che inviò l'SOS. Madeline le spiega che MB, che considerava come una figlia e chiamava Melissa Bergman, era stata creata con le cellule di Cervello Madre, ed in grado di controllare tutte le creature della Stazione Arca tramite la telepatia. Queste si ribellano per ordine di MB, dopo che quest'ultima ha incominciato, dopo ad un'autoanalisi, a creare problemi ai ricercatori sostenendo i propri ideali e le proprie idee. Quest'ultima, sentendosi tradita dopo l'ordine di cambiare il suo programma, si ribellò contro gli umani con l'intento di distruggere la Federazione Galattica, mandando la Stazione Arca nel caos. I soldati della Federazione uccidono Melissa, e Samus scopre che Anthony è sopravvissuto alla caduta nel Settore 3, e insieme scortano Madeline al sicuro verso la Terra. Durante il viaggio, comincia a mettere in discussione la malvagità di MB, chiedendosi se fosse stata fraintesa. 
Alcuni giorni dopo, la Federazione Galattica decide di far esplodere la Stazione Arca con il meccanismo di auto-distruzione, e Samus decide di tornare per recuperare il casco del suo superiore. Dopo aver sconfitto Phantoon, trova il casco di Adam e scappa dalla stazione spaziale nella sua Tuta Zero prima della sua implosione.

## Modalità di gioco
A differenza degli altri videogiochi della serie Prime, in cui era necessario utilizzare il Wiimote e il Nunchuk, in Metroid: Other M è necessario usare il telecomando in orizzontale (come in New Super Mario Bros. Wii) per comandare Samus, mentre è possibile puntarlo sullo schermo per attivare la modalità in prima persona. Le armi e i potenziamenti non si trovano più nel corso del gioco, ma bisogna avere l'autorizzazione di Adam per usarle; soprattutto quando non si può proseguire con le armi in dotazione.

## Sviluppo
Metroid: Other M è stato sviluppato dal Project M, un gruppo collaborativo. Yoshio Sakamoto, producer di Nintendo e creatore di Metroid descrive Project M, come "Un team di sviluppo, formato da tante persone, componenti di Nintendo, Team Ninja e D-Rockets". Il team di Nintendo (precisamente il team Nintendo SPD Gruppo 1), gestisce la produzione, le musiche e la pianificazione dei giochi, mentre Team Ninja, di Tecmo Co., Ltd, si sta occupando della meccanica dei giochi. In ultimo, D-Rockets, che si occupa dei filmati di gioco.